# Lily Lane
Lily Lane (California; 12 de agosto de 1987) es una actriz pornográfica y modelo erótica estadounidense.

## Biografía
Nació en el estado de California, en una familia de ascendencia salvadoreña, creciendo entre las ciudades de Burbank y San Francisco. Se casó muy joven, nada más cumplir los 18 años. La relación no acabó bien y la pareja acabó divorciándose tiempo después. Tras salir de dicha relación, Lily Lane mandó sus fotografías a la productora Burning Angel, que se mostró interesada en contar con ella, debutando finalmente como actriz pornográfica en 2012, a los 25 años.
Como actriz ha trabajado para productoras como Wicked Pictures, Evil Angel, Manyvids, Burning Angel, Elegant Angel, Brazzers, Filly Films, Kink.com, Girlfriends Films, Diabolic, Spizoo, Naughty America o 3rd Degree, entre otras.
Lily Lane destaca por tener tatuado gran parte de su cuerpo, lo que le ha llevado en la industria a ser constante en productoras que tienen la temática de tatuajes como Burning Angel, la productora de Joanna Angel.
En 2016 y 2017 recibió sendas nominaciones en los Premios AVN en la categoría de Mejor escena de sexo en grupo por las películas Joanna Angel's Making the Band y Cindy: Queen of Hell.
En 2017 grabó la película Gangbang Creampies, en la que rodó sus primeras escenas de sexo de doble penetración anal y gangbang, esta última también la primera de Katrina Jade.
En 2018 regresó a los premios de la industria, con otra nominación en los AVN a la Mejor escena escandalosa de sexo por Anal Punishment for Lame Millennials y en los Premios XBIZ a la Mejor escena de sexo en película de todo sexo por Jessica Drake is Wicked, junto Anna Bell Peaks, Jessica Drake, Sarah Jessie y Small Hands.
Ha rodado más de 560 películas como actriz.
Algunas películas suyas son Anal Ink, Cum On My Tattoo 6, Dark Perversions 6, Gag Reflex 3, Inked Angels 5, Lesbian Domination, Naughty Amateurs 6, Pussy Lickers 2, Set Up, Tattooed Anal Sluts o Whore's Ink 3.

## Premios y nominaciones
| Año  | Ceremonia             | Resultado | Premio                                        | Trabajo                              |
| ---- | --------------------- | --------- | --------------------------------------------- | ------------------------------------ |
| 2014 | Inked Awards          | Nominada  | Feature of the Year                           | —                                    |
| 2014 | Nightmoves            | Nominada  | Best Ink                                      | —                                    |
| 2014 | Nightmoves Fan Awards | Nominada  | Best Ink                                      | —                                    |
| 2016 | Premios AVN           | Nominada  | Mejor escena de sexo en grupo                 | Joanna Angel's Making the Band       |
| 2017 | Premios AVN           | Nominada  | Mejor escena de sexo en grupo                 | Cindy: Queen of Hell                 |
| 2018 | Premios AVN           | Nominada  | Mejor escena escandalosa de sexo              | Anal Punishment for Lame Millennials |
| 2018 | Premios XRCO          | Nominada  | Unsung Siren                                  | —                                    |
| 2018 | Spank Bank Awards     | Nominada  | Puppeteer of the Year                         | —                                    |
| 2018 | Spank Bank Awards     | Nominada  | Sovereign Dom of the Year                     | —                                    |
| 2018 | Inked Awards          | Nominada  | Mejor escena grupal                           | Two Girl Anal Three Way              |
| 2018 | Inked Awards          | Nominada  | Artista femenina del año                      | —                                    |
| 2018 | Inked Awards          | Nominada  | Mejor anal                                    | —                                    |
| 2018 | Inked Awards          | Nominada  | Mejor coño                                    | —                                    |
| 2018 | Inked Awards          | Nominada  | Mejor oral                                    | —                                    |
| 2018 | Premios XBIZ          | Nominada  | Mejor escena de sexo en película de todo sexo | Jessica Drake is Wicked              |
| 2019 | Premios AVN           | Nominada  | Premio fan: Mejores pechos                    | —                                    |
| 2019 | Premios XRCO          | Nominada  | Unsung Siren                                  | —                                    |
| 2020 | Premios XBIZ          | Nominada  | Mejor escena de sexo en película gonzo        | Super Whores                         |
| 2021 | Premios AVN           | Nominada  | Mejor escena de blowbang                      | Wet Food 9                           |